# Roger Reynolds

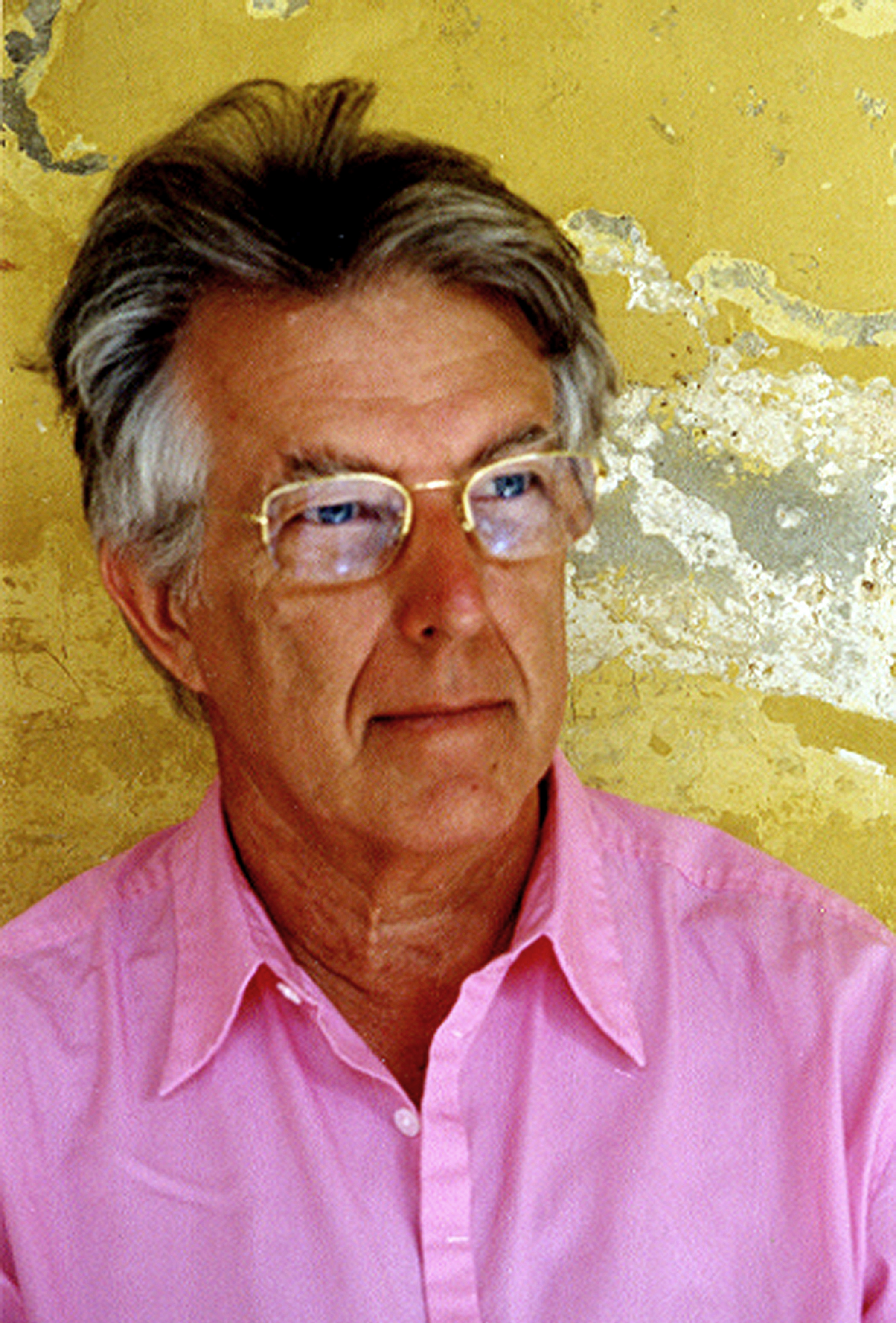
Roger Reynolds (2005)

Roger Reynolds (* 18. Juli 1934 in Detroit, Michigan) ist ein US-amerikanischer Komponist.

## Leben
Reynolds studierte an der University of Michigan in Ann Arbor Physik und Komposition. Er vervollkommnete seine Ausbildung am Elektronischen Studio der Hochschule für Musik Köln (1962–63), in Paris und Italien. 1969 wurde er Dozent an der University of California in San Diego. Für das 1988 entstandene Werk Whispers Out of Time wurde er mit dem Pulitzer-Preis ausgezeichnet. 2023 wurde er zum Mitglied der American Academy of Arts and Letters gewählt.
Neben Orchesterwerken, Klavierstücken, einer Kantate und Chorwerken komponierte Reynolds Werke in kammermusikalischer Besetzung, wobei er häufig elektronische Instrumente, Computer und Tonbänder einsetzt. Daneben trat er auch als Autor musiktheoretischer Schriften hervor.

## Werke
- The Emperor of Ice Cream, 1961–62
- A Portrait of Vanzetti, 1962–63
- Graffiti, 1965
- Masks, 1965
- Blind Men, 1966
- Threshold, 1968
- Ping, 1968
- Again, 1970
- I/O: A Ritual for 23 Performers, 1970
- Compass, 1972–73
- Still (Voicespace I), 1975
- A Merciful Coincidence (Voicespace II), 1976
- Fiery Wind, 1977
- …the serpent-snapping eye…, 1978
- The Palace (Voicespace IV), 1978–80
- Eclipse (Voicespace III), 1979
- Transfigured Wind II, 1984
- Vertigo, 1985
- The Dream of the Infinite Rooms, 1986
- The Vanity of Words (Voicespace V), 1986
- Versions/Stages I–V, 1986–91
- Symphony (Vertigo), 1987
- Whispers Out of Time, 1988
- Not Only Night, 1988
- Symphony (Myths), 1990
- The Ivanov Suite, 1991
- Symphony (The Stages of Life), 1991–92
- Dreaming, 1992
- last things, I think, to think about, 1994
- Watershed IV, 1995
- Elegy – for Toru Takemitsu, 1996
- Two Voices – an allegory, 1996
- The Red Act Arias, 1997
- The Red Act Arias Suite 2001, 1997–2001
- Justice (nach Texten von Aeschylus und Euripides), 1999–2001
- Consider…, 2004
- The Image Machine, 2005
- Illusion (nach Texten von Aeschylus und Euripides), 2006
- Submerged Memories, 2006

## Schriften
- Mind models: new forms of musical experience , 1975, ISBN 0275536203.
- Searcher’s Path: A Composer’s Ways (Isam Monographs), 1988, ISBN 0914678280.
- Form and Method: Composing Music The Rothschild Essays, Contemporary Music Studies Vol. 22, 2002, ISBN 9057551365.